# Versta
Una versta (rus: Верста́, verstà) és una antiga unitat de mesura de longitud russa, equivalent a 1.066,78 m.